# Woodburnehyus
Woodburnehyus — вимерлий рід свиновидих. Знайдений лише в UCMP V-3310, Black Hawk Ranch (міоцен Каліфорнії). Типовий і єдиний вид: Woodburnehyus grenaderae.